# 耶稣广场

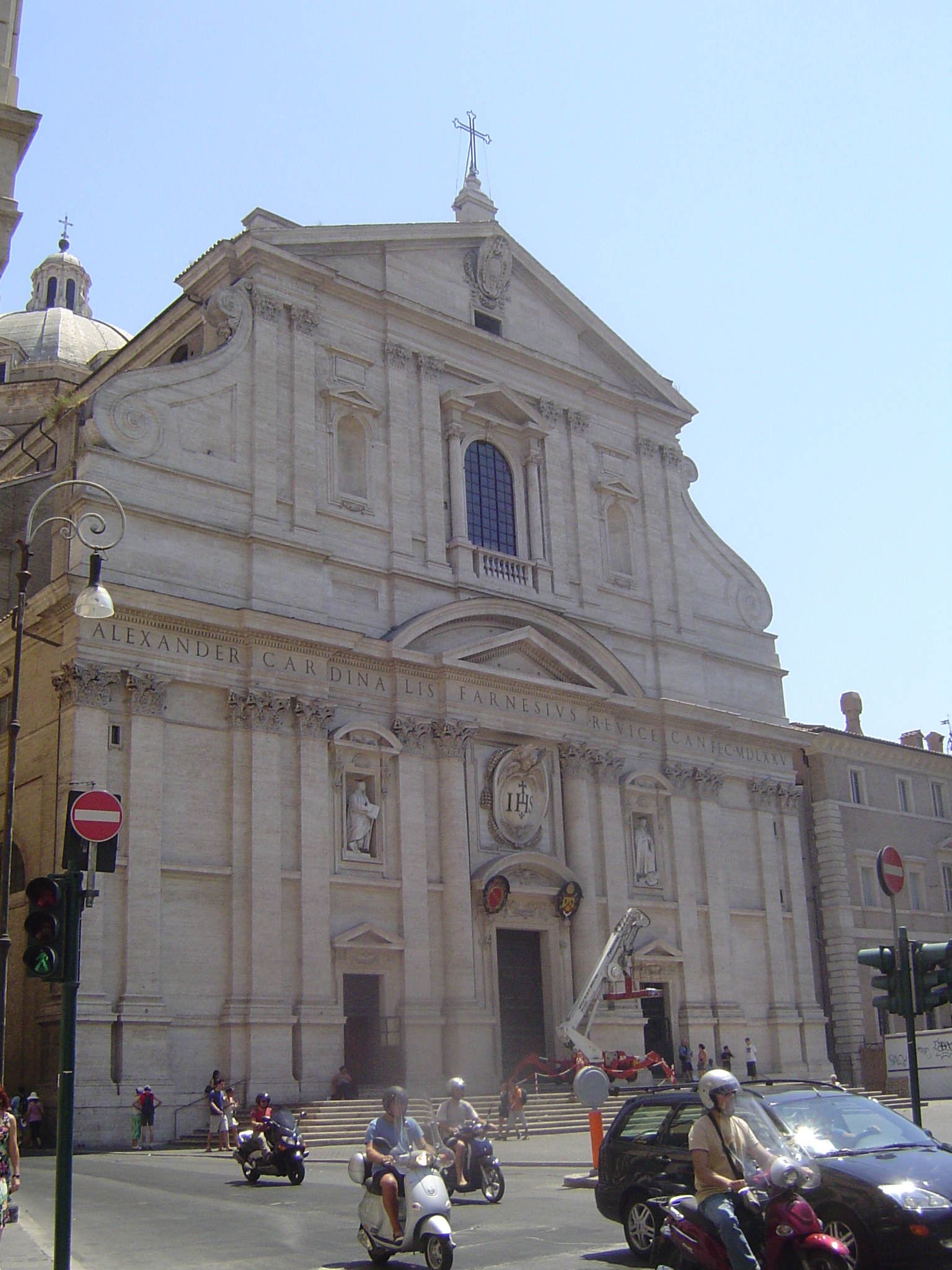
耶稣教堂

耶稣广场（義大利語：Piazza del Gesù）是罗马市中心一个典型的广场，得名于广场上的耶稣会的耶稣教堂。在其一侧有Palazzo Cenci-Bolognetti，在1994年以前设有基督教民主党全国总部。在其周边有威尼斯广场、卡比托利欧山、万神庙等。
41°53′44″N 12°28′45″E / 41.895677°N 12.479122°E